# Alford (Scozia)
Alford (in Scots: Aaford o Awfort; in gaelico scozzese: Athfort) è un villaggio di circa 2.000-2.500 abitanti della Scozia nord-orientale, facente parte dell'area di consiglio dell'Aberdeenshire e situato ai piedi delle colline Bennmachie e Coreen e lungo il corso del fiume Don.

## Geografia fisica
Alford si trova a pochi chilometri a sud-ovest di Oldmeldrum.

## Storia
Alford iniziò a svilupparsi a partire dagli inizi del XIX secolo, dopo la costruzione di un ponte progettato da Thomas Telford.
Nel 1856, Alford divenne il capolinea della Alford Valley Railway, ferrovia che fu però dismessa 110 anni dopo.

## Monumenti e luoghi d'interesse

### Architetture militari

#### Craigievar Castle
Nei dintorni di Alford si erge il Craigievar Castle, un castello realizzato tra la fine del XVI e gli inizi del XVII secolo.

## Società

### Evoluzione demografica
Al censimento del 2011, Alford contava una popolazione pari a 2.140 abitanti, di cui 1.227 erano donne e 1.227 erano uomini.
Su 2.140 abitanti, la popolazione nativa della Scozia era pari 1.833 unità, mentre la popolazione di origine straniera era pari a 62 unità, di cui 22 provenienti da Paesi dell'Unione europea.
La località ha conosciuto un incremento demografico rispetto al 2001, quando contava una popolazione pari a 2.050 abitanti. Il dato è tendente ad un ulteriore sensibile rialzo, in quanto la popolazione stimata per il 2016 era pari a 2.520 abitanti.

## Cultura

### Musei

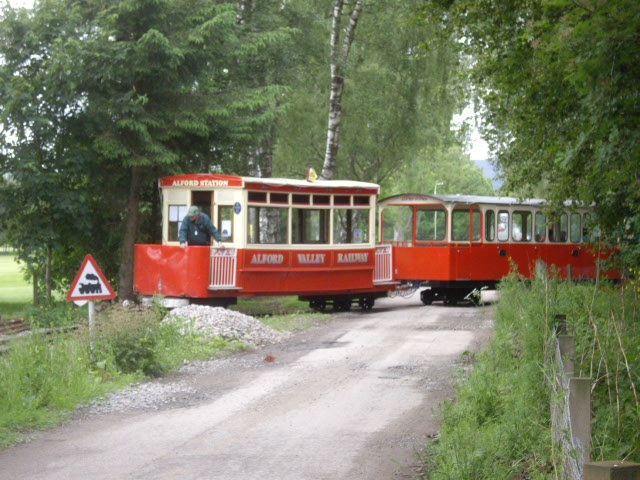
L'Alford Railway Museum

- Alford Heritage Center[5]
- Alford Railway Museum[6][8]
- Granpian Transport Museum [6][9]

## Sport
- Alford Golf Club[10]